# Фултон, Фицхью
Фицхью Л. Фултон-младший (англ. Fitzhugh L. Fulton, Jr.; 6 июня 1925, Блейкли, Эрли, Джорджия — 4 февраля 2015, Таузанд-Окс, Вентура, Калифорния) — американский командир, полковник-лейтенант ВВС США, участник Корейской войны, лётчик-испытатель НАСА.

## Биография

### Молодые годы
Фицхью Л. Фултон-младший родился 6 июня 1925 года в городе Блейкли (штат Джорджия).
После развода родителей, Фицхью вместе с братом и сестрой переехали с матерью в Коламбус. Учась в средней школе, он уговорил пилотов местного аэропорта давать ему лётные уроки в обмен на работу неполного дня, включившую в себя уборку ангаров и мытьё самолётов. В 16 лет, обладая водительским удостоверением, Фултон совершил свой первый самостоятельный полёт на «Ford Trimotor» в родном Блэйкли; в июне 1942 года в 17 лет стал летать на «Piper J-3 Cub». Позже Фултон проучился в Обернском университете и Университете Оклахомы, затем окончил Университет «Золотые ворота» со степенью бакалавра.

### Карьера в авиации

#### ВВС США
После окончания учёбы, в 1943 году Фултон вступил в Авиационную кадетскую тренировочную программу ВВС Армии США. В декабре 1944 года он получил авиационный значок «крылья» и был комиссован, после чего начал летать на «Consolidated B-24 Liberator» и «Boeing B-29 Superfortress».

Берлинцы наблюдают за заходом на посадку «C-54» в аэропорту Темпельхоф, 1948 год.

14 августа 1945 года Фултон был переведён на авиабазу «Девис-Монтен» в Тусоне (штат Аризона), но Вторая мировая война закончилась до того, как он смог вступить в бой. Однако там он познакомился со своей будущей женой Эрмой.
В 1946 году Фултон был переведён в Розуэлл (штат Нью-Мексико), где базировался 320-й воздушно-транспортный эскадрон. С января по май 1946 года Фултон как член экипажа «Douglas C-54 Skymaster» участвовал в испытаниях атомной бомбы близ Кваджалейна — крупнейшего атолла Маршалловых островов. Ежедневно пролетая тысячи миль из Розуэлла, Фултон вместе со своим экипажем, не задумываясь об уровне радиации, проходил на высоте 200 футов (60 метров) над лагуной атолла Бикини, наблюдая за последствиями ядерного взрыва и флотом разрушенных кораблей.
После блокады Западного Берлина советскими силами, с 1948 по 1949 год Фултон сделал 225 рейсов в осаждённый город на транспортном самолёте «Douglas C-54 Skymaster» во время осуществления воздушного моста. Лётчики доставляли продовольствие и топливо для граждан Берлина, приземляясь на трёх аэропортах — Темпельхоф, Рейн-Майн и Висбаден — в условиях суровой зимы, обледенения, нулевой видимости, всего за несколько минут друг от друга.
После окончания операции Фултон был отправлен обратно в США — на авиабазу «Эглин» (штат Флорида), однако, из-за влажного климата и астмы, здоровье его дочери Джинджер ухудшилось, и вскоре Фултон был на авиабазу «Эдвардс» (штат Калифорния), где её состояние улучшилось. Во время учёбы в Школе лётчиков-испытателей ВВС США, Фултон был послан на Корейскую войну, прибыв 18 сентября 1951 года на авиабазу в Кунсане (Южная Корея). В это время, Фултон в составе 13-го бомбардировочного эскадрона совершил 55 боевых вылетов на бомбардировщике «Douglas A-26 Invader» над Северной Кореей. За миссии в Берлине и Корее он был награждён Крестом лётных заслуг и пятью Воздушными медалями. В мае 1952 года Фултон вернулся в Школу лётчиков-испытателей ВВС США, которую окончил в ноябре, став лётчиком-испытателем ВВС США.

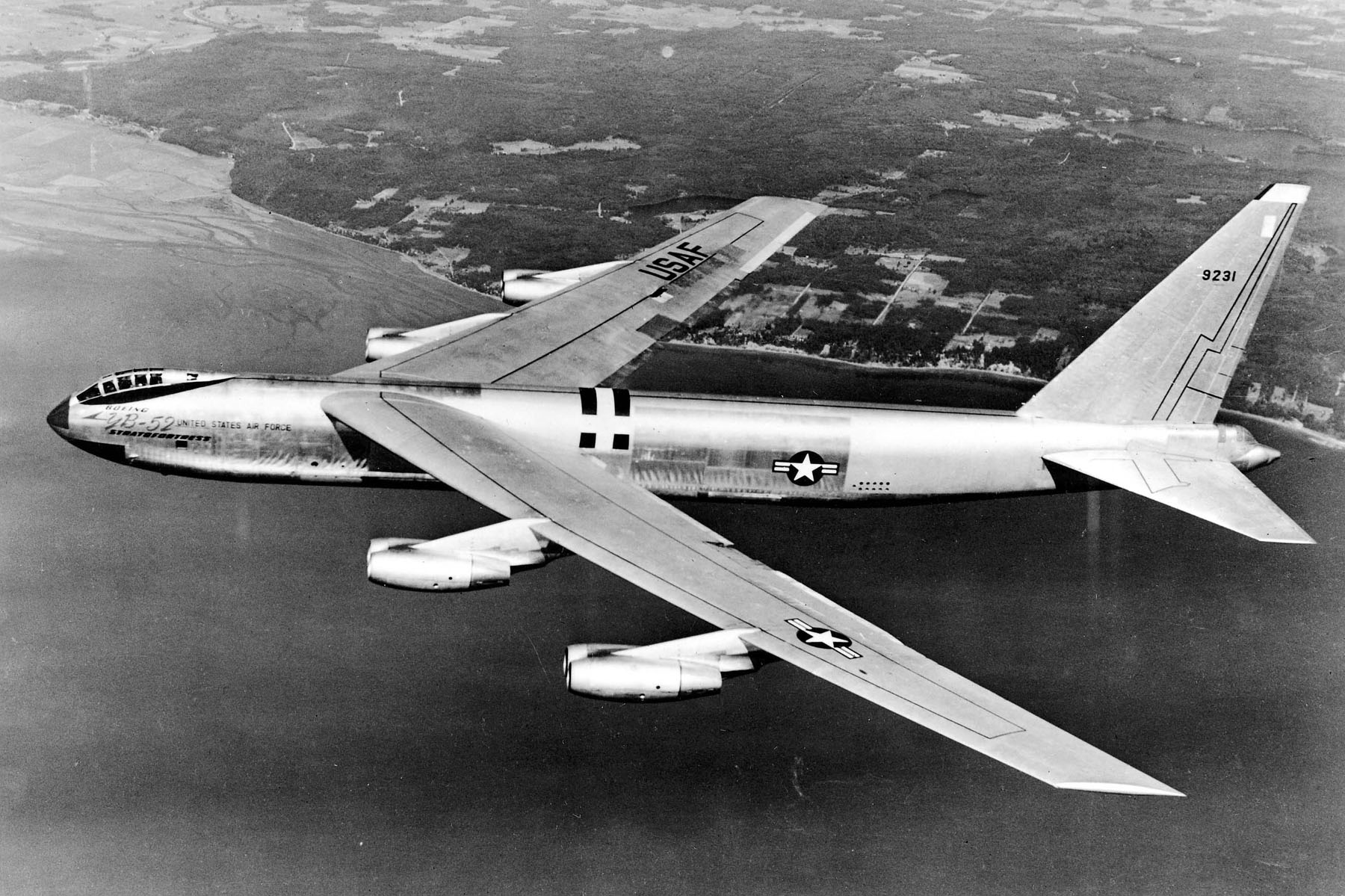
Прототип «Boeing B-52 Stratofortress» — «YB-52» в полёте.

В 1953 году в рамках проекта на авиабазе «Мозес-Лейк» (штат Вашингтон), Фултон начал летать на прототипах «Boeing B-52 Stratofortress» — «XB-52» и «YB-52», позже используемых для запуска в воздух ракетопланов «Bell X-1» и «Bell X-2», а затем стал первым лётчиком, пилотировавшим самолёт «NB-38H» с ядерным реактором на борту. Фултон был вторым пилотом на «Convair XB-60» и всего одним из двух лётчиков, пилотировавших этот самолёт. Также он начал тестирование нового семейства лёгких реактивных бомбардировщиков, в числе которых был «Martin XB-51». Кроме того, он пилотировал «Martin B-57 Canberra» внутрь и вокруг гроз и микропорывов в рамках метеорологических исследований недалеко от Денвера. Во время одного полёта на «B-57», шасси самолёта перестали контролироваться системой управления, но Фултон совершил успешную посадку на дне высохшего озера, за что был удостоен одного Креста лётных заслуг из трёх, полученных за свою карьеру лётчика-истребителя. Также он участвовал в оценочных вылетах «Aérospatiale-BAC Concorde» и «Avro Vulcan» на авиабазе «Боскомб-Даун» в Великобритании.

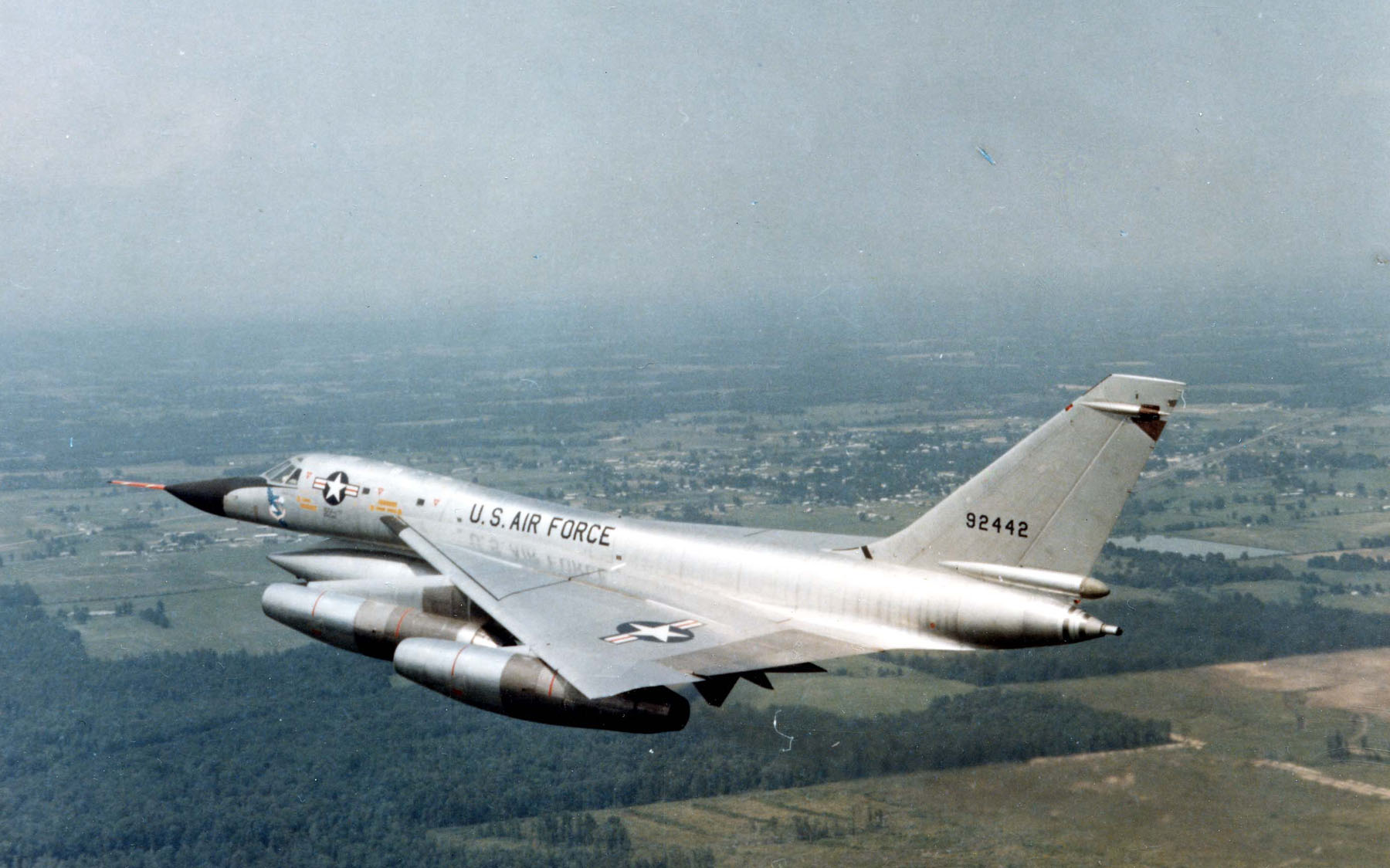
«Convair B-58 Hustler» в полёте, 29 июня 1967 года.

В 1958 году он принял участие в программе испытаний пилотного проекта сверхзвукового бомбардировщика «Convair B-58 Hustler». 13 апреля 1960 года он в качестве пилота провёл провёл испытания «B-58 Hustler» с шасси, разработанным специально для B-58, состоящим из 16 небольших шин, рассчитанных на небольшую перегрузки. В соответствии с планом полёта, в момент взлёта Фултон запустил четвёртый двигатель, взорвав одну из главных шин, что привело к цепной реакции, в которой взорвалось шесть шин, повредив таким образом гидравлическую систему и шасси. После трёх часов полёта с целью сжигания топлива, он приземлился на сильно вспененную взлётно-посадочную полосу, позже охарактеризовав произошедшее как «просто еще один день на Эдвардсе». 14 сентября 1962 года на самолёте, названном в честь дочери Джинджер, он достиг высоты 85360 футов с полезной нагрузкой в 5000 килограмм (11023 фунтов), установив таким образом до сих пор не побитый международный рекорд высоты, отбитый у советского лётчика, и зафиксированный Международной авиационной федерацией. За работу в этой программе, в 1964 году Фултон стал обладателем Трофея Хэрмона за 1962 год, согласно словам президента США Линдона Джонсона — за пилотирование бомбардировщика B-58 Hustler за пределами его проектной производительности, установив таким образом новый мировой рекорд высоты с полезной нагрузкой. Награда была вручена 23 августа в Форт-Уэрте бывшим вице-президентом США Ричардом Никсоном.
Вскоре Фултону предложили работу в престижном Военно-воздушном колледже на авиабазе «Максвелл», однако он отказался, так как думал что потеряет возможность летать на самолётах. В апреле он подал пенсионный запрос, и ушёл в отставку с военной службы 1 августа 1966 года в звании полковник-лейтенанта после 23-летней карьеры в ВВС.

#### НАСА
После отставки, Фултон поступил на службу в НАСА на Лётно-исследовательском центре Драйдена (штат Калифорния).
В конце 1960-х годов на совместных испытаниях ВВС и НАСА Фултон стал пилотом прототипа сверхзвукового бомбардировщика «North American XB-70 Valkyrie», более чем в 3 раза превышающего скорость звука. Первый полёт Фултона прошёл 25 апреля 1967 года вместе с полковником Джозефом Коттоном. Всего Фултон совершил 63 из 129 полётов прототипа «XB-70» под названием «AV-1» и «AV-2», сделав в 4 февраля 1969 года последний вылет на самолёте «XB-70A Valkyrie 62-0001», после чего самолёт и бортовой журнал были переданы Фултоном в Музей ВВС. Помимо этого Фултон был пилотом ракетоносца «Boeing B-52 Stratofortress» с которого стартовал ракетоплан «North American X-15», а также четыре типа предшественников космических кораблей. В общей сложности он был пилотом на около 150 запусков пилотируемых самолётов.
С 14 апреля 1969 по 25 сентября 1978 года Фултон входил в пилотный проект по испытаниям «Lockheed YF-12A», «YF-12C», а также «SR-71». Эти образцы пилотировались на скоростях и высотах, превышающих 2000 миль/ч и 70000 футов, для того чтобы приобрести полётных данных для развития будущих самолётов. Первый полёт Фултон совершил 5 марта 1970 года, всего сделав более 100 рейсов. 11 апреля 1975 года Фултон в паре Рэем Янгом на одном самолёте «F-104B #819» принял участие в единственном в истории авиации полёте сразу пяти «Lockheed F-104 Starfighter», вместе с Биллом Даной (F-104N #811), Томом Макмёртри (F-104N #812), Эйнаром Эневольдсоном (F-104A #818) и Гэри Крайером (F-104A #820). В июле 1977 года над пустыней Мохаве Фултон сбросил со своего «YF-12A» экспериментальную аппаратуру, как вдруг левый двигатель загорелся и самолёт резко потерял скорость и высоту, но через 30 000 футов он смог совершить успешную посадку.

Момент отделения в полёте «Boeing 747» и шаттла «Enterprise», 12 октября 1977 года.

В 1977 году Фултон входил в пилотный проект всех ранних испытаний «Boeing 747 Shuttle Carrier Aircraft», с которого стартовал прототип космического шаттла «Enterprise» на Тестах запуска и посадки в Драйдене. Во время этих полётов, которым предшествовали беспилотные, шаттл отделялся от «Boeing 747» на высоте 25 000 футов, для чего ему нужно было уйти в пике, после чего шёл на посадку, управляясь собственным экипажем. Фултон принял участие во всех пяти полётах, доказавших правильность концепции запуска шаттла с верхней части самолёта. Первый полёт прошёл 18 февраля под управлением Фултона и Макмёртри, но без экипажа на борту челнока, продлившись 2 часа и 5 минут, и достигнув максимальной скорости 287 миль в час (462 км/ч) и высоты в 16 000 футов (4877 метров). Особенно примечательным является четвёртый полёт, состоявшийся 12 октября, так как инженерами с шаттла был удалён обтекаемый хвостовой конус, при отсутствии которых было непонятно сможет ли Фултон со своей командой удержать самолёт. Через 2 минуты и 34 после отсоединения, шаттл под управлением астронавта Джо Энгла смог успешно приземлиться, равно как и самолёт с Фултоном, показав, что аэродинамический бафтинг не является серьёзной проблемой, а удаление конуса не повлияло на посадку и производительность.
За работу в программе шаттла, Фултон был награждён Медалью «За исключительные заслуги» перед НАСА, и будучи членом Общества экспериментальных летчиков-испытателей, получил от него Премию Айвена К. Кинчелоу. После начала орбитальных полётов в 1981 году, Фултон продолжил участвовать в «паромных миссиях» с Космического центра Кеннеди (штат Флорида). В 1983 году он получил вторую Медаль «За исключительные заслуги», за пилотирование «747 SCA» во время европейского турне «Enterprise». 

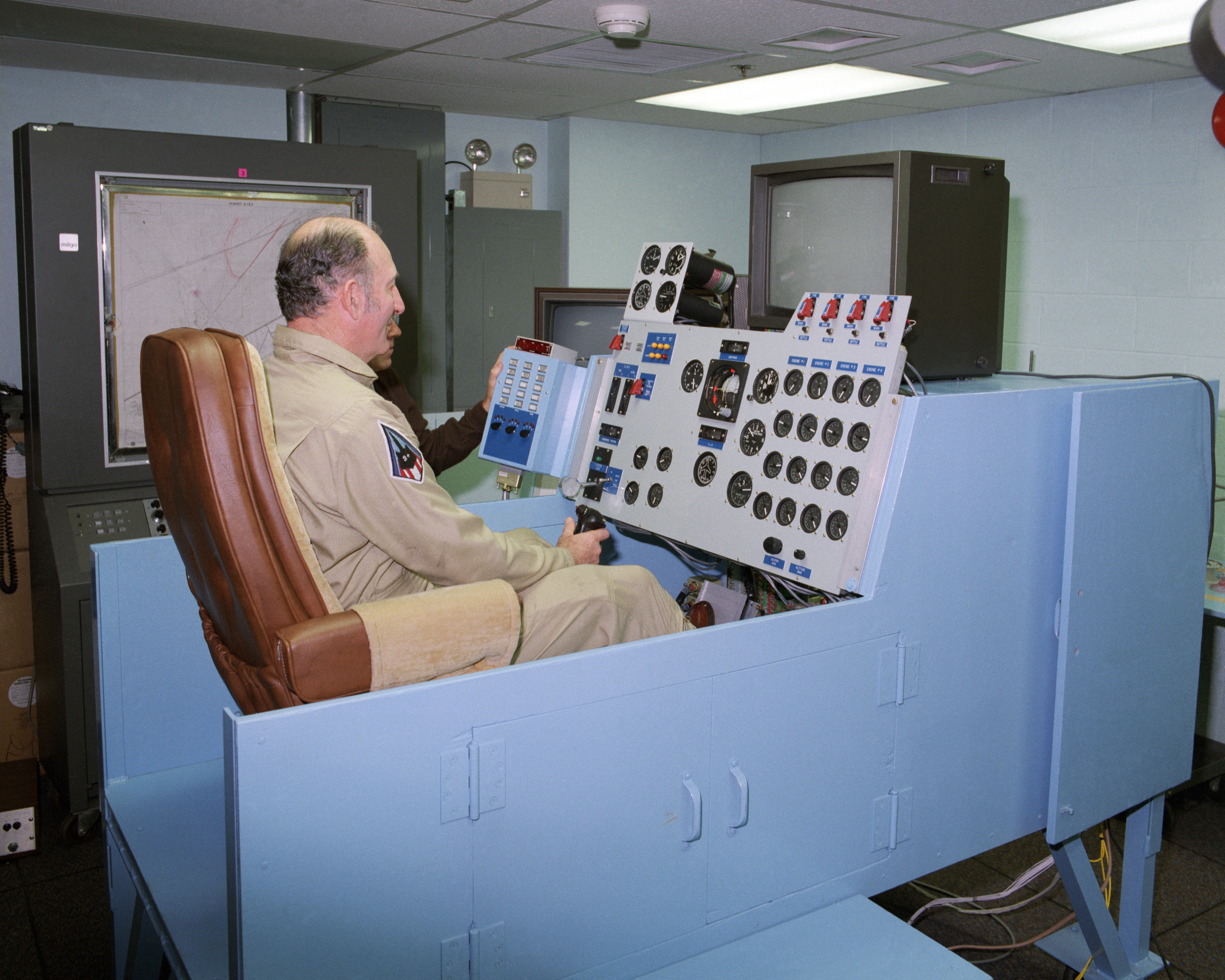
Фицхью Фултон на авиационном тренажёре, 23 декабря 1983 года.

В 1980 году Фултон входил в пилотный проект исследовательской программы по контролю ламинарного течения с помощью полётов на специально модифицированном «Lockheed C-140 JetStar». В 1984 году он вошёл в совместный проект ФАА и НАСА «Демонстрация контролируемого удара», в рамках которого было проведено 60 испытательных полётов «Boeing 720». Наконец, 1 декабря, управляемый Фултоном беспилотный «Boeing 720-027» под номером «N833NA» вылетел на подготовленную точку удара на Роджерс-Драй-Лейк, и столкнулся с землёй для проверки степени воспламеняемости специального топлива для реактивных двигателей в случае столкновения.
3 июля 1986 года Фултон вышел на пенсию после 20 лет службы в НАСА, за которые он налетал более 16000 часов на 235 типах самолётов. Во время своей карьеры на базах «Эдвардс» и «Драйден», он был пилотом бомбардировщиков «Boeing B-29 Superfortress», «Boeing B-50 Superfortress» и «Boeing B-52 Stratofortress», используемых для запуска в воздух различных пилотируемых и беспилотных исследовательских самолётов, в том числе «Bell X-1», «Bell X-2», «North American X-15», «М-2», «Northrop HL-10» и «Martin Marietta X-24A». Будучи лётчиком-испытателем, Фултон совершил больше рейсов с базы «Эдвардс», чем любой другой пилот в истории авиации.

### В отставке и на пенсии
После ухода из НАСА, Фултон стал Операционным директором полётов и Главным исследовательским пилотом компании «Scaled Composites» во главе с пионером авиации конструктором Бёртом Рутаном., где был ответственным за первые полёты самолётов Scaled Composites ATTT и Scaled Composites Triumph.
Фултон снова вышел в отставку в 1989 году, оставшись консультантом по испытательным полётам. В 1989, 1991 и 2000 году он трижды удостаивался награды «Eagles» организации «Gathering of Eagles Foundation». В 1991 году Фултон был введён на Аэрокосмическую Аллею Почёта в Ланкастере, вместе с Нилом Армстронгом, Альбертом Бойдом, Фрэнком Эверестом и Джозефом Уокером. В том же году Фултон стал «Заслуженным выпускником» Школы лётчиков-испытателей ВВС США В 1995 году он был введён в Зал славы авиации Джорджии, а в 1999 году — в Национальный зал славы авиации США. В 2003 году он стал лауреатом «Премии Филипа Дж. Класса за жизненные достижения»
В последние годы Фултон со своей женой Эрмой жил в Ланкастере — в местности Хай-Дезерт (штат Калифорния), недалеко от мест его прошлых авиационных достижений. В свободное время он пилотировал свои личные самолёты «Cessna 172» и «Meyer Little Toot», а также Fairchild 24, пока не заболел болезнью Паркинсона. Его друзья и коллеги говорили, что он не был дерзким, как некоторые лётчики-испытатели, а сам Фултон описывал себя как скромного южного джентльмена.

### Смерть
Фицхью Фултон скончался 4 февраля 2015 года в возрасте 89 лет от осложнений болезни Паркинсона в своём доме в городе Таузанд-Окс — пригороде Лос-Анджелеса (штат Калифорния). Он оставил после себя жену Эрму, дочь Нэнси Гровер и сына Джеймса Фултона, шесть внуков и трёх правнуков, а также сестру Луизу Фултон.

## Награды
Фицхью Фултон был награждён Крестом лётных заслуг с тремя дубовыми листьями, пятью Воздушными медалями и двумя Медалями «За исключительные заслуги».